# Battle Tendency
Battle Tendency (яп. 戦闘潮流, Сенто: Тьо:рю:) — друга частина франшизи JoJo's Bizarre Adventure, створена Хірохіко Аракі і що складається з 69 розділів, що випускалися в журналі Weekly Shonen Jump з 1987 по 1989 рік. Пізніше манґа була зібрана у 7 томів. Дія манґи відбувається після Phantom Blood і до Stardust Crusaders. У 2012 році за мотивами манґи було випущено аніме-серіал, який випускався японським телеканалом з 5 жовтня 2012 року по 5 квітня 2013 року.
Спочатку манґа була відома як  JoJo's Bizarre Adventure Part 2 Joseph Joestar: His Proud Lineage (яп. ジョジョの奇妙な冒険 第二部 ジョセフ・ジョースター ―その誇り高き血統, ДзьоДзьо но Кімьо на Боːкен Даі Іті Бу Дзьосефу Дзьосута Соно Хокорітакакі Кеттоː, Химерні пригоди ДжоДжо Частина 2 Джозеф Джостар: Його великий рід).

## Сюжет
1938 рік. Під час експедиції нацистів у Мексиці в ацтекських руїнах було виявлено безліч «вампірських масок», здатних перетворювати людей на вампірів, а також скам'яніла людина, «вмурована» в колону. Дія переноситься до Нью-Йорка. Лабораторію виявляє вже постарілий Спідвагон, і виявляється схопленим. Його вирушає шукати Джозеф Джостар, онук Джонатана, і, виявивши лабораторію, бачить у них «Людей-із-колони» (яп. 柱の男, хасіра но отоко), яких нацисти пробуджують за допомогою крові в'язнів. Пробуджена істота вбиває всіх працівників лабораторії, проте зазнає поразки від Джозефа. Тим часом прокидаються ще три давні Людини-з-колон, які мають намір знайти стародавній «червоний камінь Ейші» (яп. エイジャの赤石, ейдзя но секісекі) для того, щоб стати досконалими істотами і повернути панування над людством. Джозефу доведеться боротися проти них, а також познайомитися зі своєю матір'ю, яка, як думав Джозеф, уже давно померла.

## Персонажі
Джозеф Джостар (яп. ジョセフ・ジョースター, Дзьосефу Дзьо:сута:) — головний герой другої частини історії, онук Джонатана Джостара, який, як і дід, володіє силою Хамона, яку він використовує, щоб боротися проти людей-з-колони. На відміну від Джонатана, він хитрий і не дотримується кодексу джентльмена. 
Сейю: Томокадзу Сугіта
Цезар Антоніо Цеппелі (яп. シーザー・アントニオ・ツェペリ, Сі:дза: Антоніо Цеппері)  — онук Вілла Цеппелі, володіє хамоном на найвищому рівні, як і дід. Вирішує супроводжувати Джозефа у боротьбі проти Людей-з-Колон і гине під час однієї з битв. 
Сейю: Такуя Сато
Роберт Е. О. Спідвагон (яп. ロバート・E・O・スピードワゴン, Роба:то Е О Супі:довагон) — мільярдер, засновник компанії Спідвагон. Літня людина, колись знайома з Джонатаном Джостаром, дідом Джозефа. Він має на меті знищити всі кам'яні маски вампіра і допомагає родині Джостарів. 
Сейю: Йодзі Уеда
Ліза Ліза (Елізабет Джостар) (яп. リサリサ（エリザベス・ジョースター）, Рідзарідза (Ерідзабесу Дзьо:сута:)) — матір Джозефа Джостара. Володіє хамоном на найвищому рівні. Довгий час приховувала свою особистість, змусивши решту думати, що вона померла. Під ім'ям «Ліза Ліза» виступала як наставник Цезаря Цеппелі і таємно допомагає у боротьбі проти людей з колон.
Сейю: Ацуко Танака

## Манґа

### Створення
Battle Tendency мала стати частиною спочатку задуманої трилогії. Джозеф Джостар, головний герой Battle Tendency, має явну зовнішню схожість з Джонатаном Джостаром, героєм першої частини Phantom Blood. Хірохіко Аракі, автор цієї манґи, зауважив, що «вбив» героя першої частини, і це було безпрецедентною подією в історії сейнен-манґи, де герої завжди «безсмертні». Такий сміливий крок зустрів неоднозначну реакцію у читачів манґи, тому Аракі навмисно наділив Джозефа схожими зовнішніми якостями та кровною спорідненістю, щоб читачам було легше прийняти нового героя і щоб вони не мали почуття, ніби вони почали читати зовсім нову манґу. Однак характер Джозефа Аракі зробив зовсім іншим. Джонатан, як зізнався автор, вийшов надто «правильним» героєм і з-за цього нудним. Джозеф замислювався як авантюрист, здатний краще контролювати хід розвитку сюжету: він постійно шукає різні способи перемоги в битвах, навіть якщо для цього йому треба піти на неблагородні і навіть божевільні вчинки. Джозеф здатний мислити як шахрай, йому не важливо дотримуватися будь-яких правил або принципів під час бою. Аракі не задумував Джозефа як персонажа, яким рухає хоробрість чи наполегливість, але хитрість та логіка . Прагнення автора наділити героя ексцентричними рисами пояснювалося також тим, щоб Джозеф не мав зайвої схожості з Кенсіро, протагоніста манґи Fist of the North Star, також у другій частині манґи простежується значний вплив творів про Індіана Джонса. Аракі зізнався, що не любить популярну концепцію в сейнен-манґі, коли головний герой наділений таємничою і могутньою силою або отримує могутній артефакт, воліючи створювати персонажа зі своїми слабкостями і здатного робити помилки і перемогти в бою, застосовуючи логіку.
| |  |
| Працюючи над образом головних лиходіїв, «людей-з-колон», Аракі надихався римськими статуями та японськими статуями ніо. |  |

Аракі хотів у кращому образі зобразити суперницькі та одночасно товариські відносини, які не так добре вдалися в Phantom Blood; для Джонатана Діо був ворогом, Цеппелі - наставником, а Спідвагон - союзником. І для цього було введено персонажа на ім'я Цезар Цеппелі, який є нащадком Антоніо Цеппелі з першої частини. Аракі зізнався, що йому особливо подобалося працювати над візуальним стилем Цезаря та поєднувати акварельні кольори блакитного, рожевого та білого під час створення його костюма. Аракі задумував пов'язати здатність використовувати силу хамона з родоводом Джозефа і Цезаря. Манґака відразу задумував смерть персонажа в середині історії оповідання. Хамон Цезаря має форму мильних бульбашок. За словами Аракі, бульбашки символізують скороминущість і пророкують долю персонажа і той тягар, якому йому належить нести. Також на долю Цезаря вказувала його характерна поза, що нагадує розп'яття.
Створення Лізи Лізи виходило з ідеї Аракі під час роботи над Phantom Blood: «А як виглядатиме жінка, яка володіє силою хамон, і яка буде її роль у сюжеті?». Манґака зауважив, що традиційніший образ старого просто підходив гірше для ролі наставника Джозефа, а образ молодої жінки надавав сюжету динамічності. Аракі створював Лізу Лізу за образом своєї колишньої старшої подруги, яка допомагала вивчати матеріали молодшої школи маленькому Аракі. Манґака описав її як добру, неймовірно розумну, але вперту жінку і часом із садистськими нахилами. Такими ж властивостями автор наділив і Лізу. Манґака зауважив, що у 1980-ті роки у манґі було неприйнятно зображати сильних жінок, як у японському суспільстві образ жінки асоціювався з ніжністю і смиренністю. Цьому образу цілком відповідає Еріна Пендлетон із першої частини. Цей факт змушував нервувати манґаку під час роботи над «жінкою-наставником». Врешті-решт автор зауважив, що було цікаво кидати виклик очікуванням представників Weekly Shonen Jump, показуючи жінку-наставника головного героя, яка допомагає стати йому сильнішою. Також зі слів автора, у бою, де вирішальним елементом виступає надприродна сила, фізичні дані не такі важливі, а значить, у бою можуть брати участь противники з абсолютно різними фізичними характеристиками, жінка може компенсувати свою фізичну слабкість потужнішою енергетичною силою.
Працюючи над головними лиходіями — «людьми-з-колони», Аракі надихався римськими скульптурами, сфінксом та японськими статуями ніо. Кам'яні форми лиходіїв нагадують скульптури з храмів, або капищах, і вони наділені міфічною аурою. Працюючи над головними лиходіями, Аракі хотів зобразити, як вони далеко перевершили лиходія з першої частини Діо Брандо. «Якщо одягнувший кам'яну маску стає вампіром і перевершує людство, потрібно придумати щось, що перевершує вампірів, досконалих божеств». З цієї причини ж «люди-з-колони» наділені дивною фізичною красою, немов вони божественні фігури в тілесній формі. Манґака хотів передати почуття, що перемогти таких ворогів було б неможливо. Одночасно Аракі хотів поєднати міфічні елементи та наукову теорію, припускаючи, що «люди-з-колони» є втіленням біологічної еволюції, яка далеко перевершила людей. Манґака не задумував ідею повернення їхнього лідера Карса, помітивши, що він «приречений поневірятися вічно в темному космосі, що є ідеальним покаранням для вищої істоти». Карс не зможе повернутися на Землю, якщо Аракі не задумає створити сюжет, де люди здатні мандрувати в космосі. У такому разі нова сюжетна частина з персонажем буде для нього остаточно заключною.

### Випуск
Перший том манґи було випущено у 1987 році. Всього манґа зібрана в 7 танкобонів, які випускалися з 1988 по 1989 рік. У 2012 році перші розділи манґи були випущені в кольоровому та цифровому вигляді для читання на смартфонах та планшетах.
Сама манґа разом з Phantom Blood була перевидана і випускалася з 1 грудня 2013 по 4 січня 2014 у вигляді томів у твердих обкладинках. Зображення для обкладинок малював Хірохіко Аракі відповідно до свого нового художнього стилю. Нові видання манґи також були ліцензовані компанією Viz Media для випуску на території США.

## Аніме-серіал
За мотивами манґи було випущено аніме-серіал, який почав транслюватися телеканалом Tokyo Metropolitan Television з 5 жовтня 2012 року. Остання серія вийшла 6 квітня 2013 року. Саме аніме охоплює сюжет Phantom Blood та Battle Tendency, другій частині манґи присвячено 17 останніх серій. Спочатку студія планувала створити 24 серії, проте цього виявилося недостатньо, щоб вмістити сюжет другої частини манги Battle Tendency, тому було додано ще 2 серії. Так як у другій частині манґи значну роль відіграють німецькі нацисти, аніме-адаптація зазнала значної цензури: були прибрані нацистські символіки, фрази та скорочені діалоги. Нацистські вітання ховалися затемненням на екрані.
Опенінг до другої частини першого сезону, екранізації манґи Battle Tendency — BLOODY STREAM була випущена 30 січня, текст написаний Саорі Содамою, а музика створена Тосіюкі Оморі. За перший тиждень після випуску було продано більше 21.000 копій синглу, що підняло його на 4 місце у щотижневих топ-чартах за версією Oricon, а також на 7 місце у списку хіт-парад синглів Японії за версією Billboard. Закриваюча тема є відомим синглом Roundabout 1971 випуску.
29 березня 2013 року лейблом Warner Bros було випущено альбом Battle Tendency [Musik] (яп. ジョジョの奇妙な冒険), що включає в себе саундтреки з другої частини першого сезону аніме-серіалу. Альбом був випущений разом з Blu-Ray-виданням аніме-серіалу і включав 22 саундтреки. Другий альбом під назвою Battle Tendency (Leicht Verwendbar) (яп. ジョジョの奇妙な冒険) був випущений 26 квітня 2013 року разом з обмеженим четвертим виданням Blu-Ray-диска з аніме-серіалом і включав 26 саундтреків. Автором саундтреків є Таку Івасакі, які використовувалися в аніме-екранізації другої частини манґи Battle Tendency.

## Сприйняття

### Критика

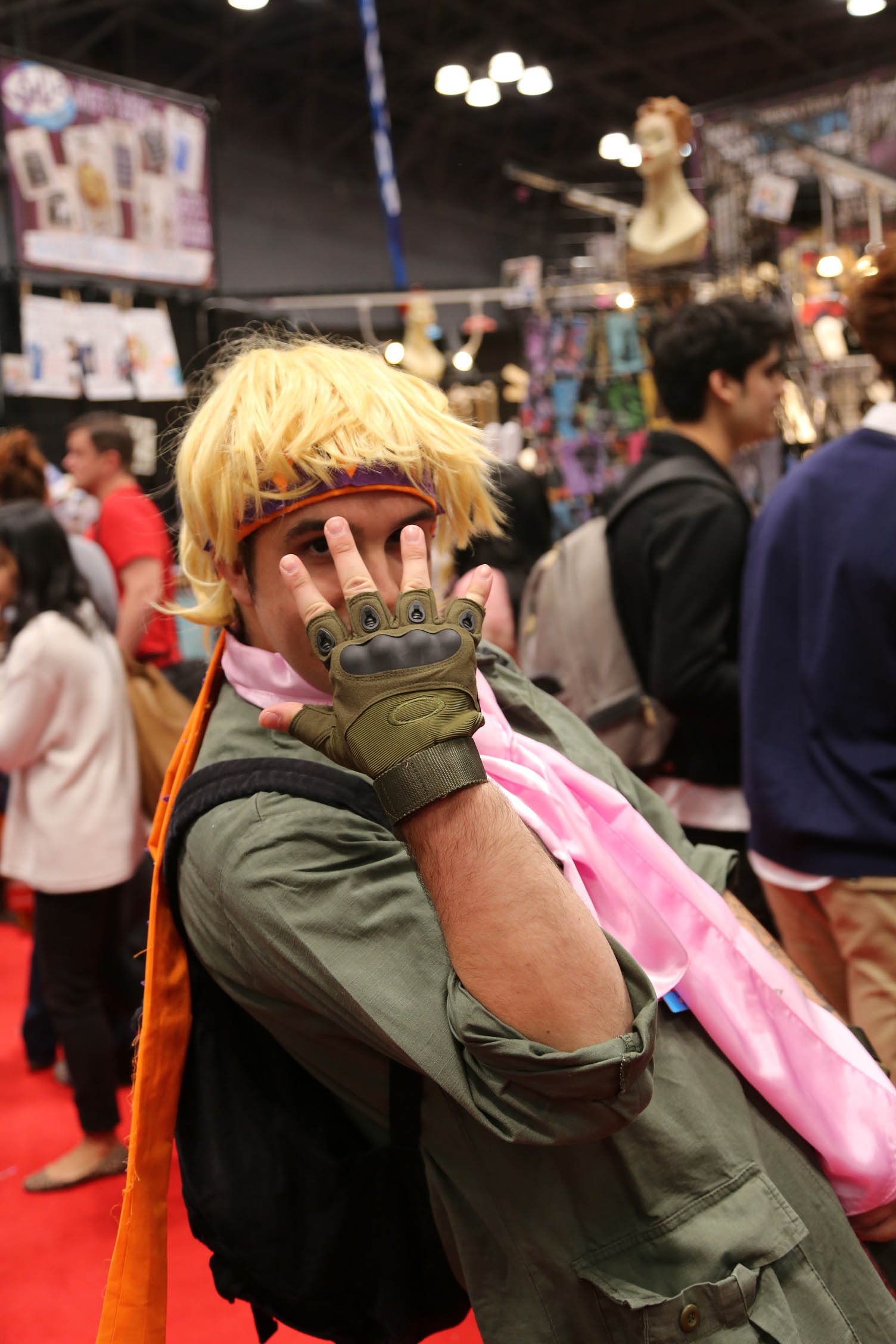
Цезар Цеппелі, косплей

На думку критиків, друга частина Battle Tendency має складніший і вдалий сюжет, ніж Phantom Blood, а новий персонаж Джозеф Джостар не є втіленням ідеальної людини, як Джонатан: він розкриває різні сторони своєї особистості, і тому вийшов цікавішим і сильнішим персонажем, ніж Джонатан. Журналіст сайту Anime Planet зауважує, що якщо в першій частині головними дійовими особами є, безумовно, добрий Джонатан і лиходій Діо, то сюжет другої частини представляє героя-шахрая, готового навіть співпрацювати з нацистами для досягнення своєї мети, але водночас не позбавленого благородства, а також таємничих лиходіїв, кожен із яких має свою мораль. Завдяки цьому результат битви стає більш непередбачуваним та захоплюючим. Сюжет вийшов динамічним, що нагадує фільми про Індіана Джонса. З одного боку, Battle Tendency можна визнати добротним бойовиком, важливою опорою для інших частин манґи JoJo. Друга частина Battle Tendency визнається критиками вже більш цікавою і динамічною, що встає на один рівень з рештою бойових сейнен-манґ. Проте вона визнана однією з найслабших арок серії JoJo. Критик сайту ootb-media, навпаки, назвав Battle Tendency однією з найяскравіших і найвдаліших частин франшизи JoJo: особливо вражаюче виглядають пози, які приймають персонажі.
Представник сайту Nihonreview назвав аніме екранізацію класичним сейненом у сучасній інтерпретації та похвалив серіал за чітке дотримання сюжету манґи, насичений колір картинки та звукові ефекти. Водночас він відзначив і відносну слабку якість графіки. За версією американського журналу Otaku USA, аніме-серіал став одним із найкращих аніме 2012 року, в той самий час була відзначена малобюджетна графіка, через що візуальний стиль персонажів часом може виглядати смішним. Інший представник сайту kotaku зазначив, що аніме-серіал прагне у всіх своїх аспектах наблизитися до манґо-оригіналу, починаючи з сюжету та закінчуючи діями та промальовуванням персонажів. З іншого боку, це дуже псує серіал, оскільки сюжет рясніє коментарями, які походять від оповідача або персонажів-спостерігачів, особливо під час битв; він також вийшов дуже стислим та коротким з погляду аніме. Серед переваг критик відзначив, що серіал насичений незвичайними і яскравими кольорами, а сцени битв практично завжди відбуваються вночі або в темному приміщенні. Сюжетна частина Battle Tendency, на думку критика, вийшла загалом більш вдалою, ніж Phantom Blood. Сюжет стає складнішим і захоплюючим, нова концепція вампірів — цікавішою, а й головне — це привабливий герой, що відрізняється дотепністю і хитрістю. Незвичайна особливість сюжету у тому, що з його розвитку німецькі нацисти стають новими союзниками головних героїв, і це цілком виправдано, щоб зупинити давнє зло вампірів-ацтеків. З іншого боку, нові лиходії не дотягують до такого пафосу, як Діо Брандо.

### Awaken, My Masters
В Інтернеті широкою популярністю користується інтернет-мем — Awaken, My Masters (укр. Прокиньтесь, мої господарі.). Його основою стала сцена з 64 глави манґи (1988 рік), де показано пробудження «людей-з-колон», головних лиходіїв частини Battle Tendency. Персонажі, які мають вкрай мускулисті тіла, приймають «викликаючі», еротичні пози. Цей факт підриває серйозність атмосфери появи ворогів. Мем з'явився ще в 2008 році, але був відомий лише у вузькому колі фанатів манґи. Після екранізації манґи у 2013 році популярність мема зросла у багато разів, а випущені ремікси у 2014 році на Youtube набрали мільйони переглядів. Музика «Awaken» (Таку Івасакі), що супроводжує сцену аніме-екранізації, також стала частиною мема.